# Chris Kuzneski
Chris Kuzneski (Indiana, 2 de setembro de 1969) é um escritor norte-americano, best-seller do New York Times. Seus livros foram traduzidos para mais de 20 idiomas, foram publicados em mais de 40 países, e vendeu milhões de cópias.

## Biografia
Nascido em Indiana, Pensilvânia, Kuzneski atualmente vive em Tampa, Flórida. Na quarta série, ele escreveu The Monster Cookbook, que tanto impressionou o bibliotecário que ele foi colocado na biblioteca da escola. Ele jogou futebol americano na Universidade de Pittsburgh, onde recebeu seu diploma de graduação em escrita e sua licenciatura. De 1992 até 1998, foi professor de inglês e treinador de futebol americano, no entanto, ele sabia que queria ser escritor, então ele saiu do ensino e começou a trabalhar em seu primeiro romance.

## Obras

### Série Payne e Jones
1. The Plantation (2002)
2. Sign of the Cross (2006). Em Portugal: Sinal da Cruz (Mill Books, 2008)
3. Sword of God (2007)
4. The Lost Throne (2008). No Brasil: O Trono Perdido (Record, 2013)[5]
5. The Prophecy (2009)
6. The Secret Crown (2010)
7. The Death Relic (2011)
8. The Einstein Pursuit (2013)
9. The Malta Escape (2018)

### SérieThe Hunters
1. The Hunters (2013)
2. The Forbidden Tomb (2014)
3. The Prisoner's Gold (2015)

#### Livro relacionado
1. Before the Storm (2016)